# Rhododendron tomentosum

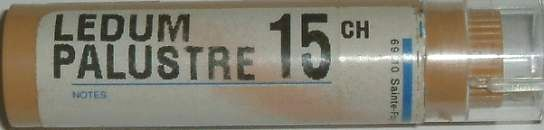
Een homeopathisch middel bereid uit Rhododendron tomentosum / Ledum palustre.

Rhododendron tomentosum (synoniem: Ledum palustre), de Nederlandse naam is moerasrozemarijn, is een lage, groenblijvende struik uit de heidefamilie (Ericaceae).
In Duitsland wordt de plant meestal 'Sumpfporst' of 'Porst' genoemd, al bestaan er hiernaast ook meerdere streekgebonden namen.
De struik wordt doorgaans 0,5 m hoog, al kan de plant 1,2 m hoog worden. De twijgen zijn viltig behaard. Doordat ze etherische oliën bevatten, heeft de plant een eigenaardige geur.
De leerachtige bladeren zijn lancetvormig, 1,2-5 x 0,2-1,2 cm groot en aan de rand omgerold. Aan de onderzijde zijn ze roodbruin.
De witte tot rozerode bloemen zijn klein en groeien in een scherm van 3-5 cm breed. De bloeitijd loopt van mei tot juli.

## Voorkomen
In Azië groeit de soort van Zuid- tot Noord-China, Korea, Japan en de toendra- en taigagebieden van Siberië en het Russische Verre Oosten. In Europa komt/kwam de soort voor in Scandinavië, de Baltische staten en Europees Rusland. In Duitsland is de soort erg zeldzaam. Door de ontginning van turf en veengronden en de drainage van natte weiden, is de plant daar, vooral in het zuiden en westen van Duitsland, vrijwel uitgeroeid.
In Noord-Amerika komt de sterk gelijkende soort Rhododendron groenlandicum voor.
Het natuurlijke verspreidingsgebied bestaat uit hoogveen en natte en kalkvrije turfvelden, mos en toendra.

## Gebruik
In de Middeleeuwen werden de vruchten gebruikt voor het brouwen van bier. Ook wordt de plant gebruikt in de homeopathie, bijvoorbeeld in middelen tegen insectensteken.
... · 
R. arboreum · 
R. atlanticum · 
R. canadense · 
R. catawbiense · 
R. caucasicum · 
R. dauricum · 
R. ferrugineum (Gewone alpenroos) · 
R. groenlandicum · 
R. hirsutum (Harig alpenroosje) · 
R. lapponicum · 
R. luteum (Pontische azalea) · 
R. occidentale · 
R. ponticum (Pontische rododendron) · 
R. quinquefolium · 
R. smirnowii · 
R. tomentosum · 
R. vaseyi · 
...